# کارلو آلبرتو کاستیلیانو
کارلو آلبرتو کاستیلیانو (به ایتالیایی: Carlo Alberto Castigliano) (۹ نوامبر ۱۸۴۷ - ۲۵ اکتبر ۱۸۸۴) ریاضی‌دان و فیزیک‌دان ایتالیایی بود. او بیشتر به خاطر قضیه تغییر شکل کاستیلیانو که برای به‌دست آوردن جابه‌جایی در یک سیستم کشسان-خطی که بر مبنای مشتقات جزیی انرژی کرنشی است، شهرت دارد.
آلبرتو کاستیلیانو در سال ۱۸۶۶ میلادی از زادگاه خود در پید مونت در شمال غربی ایتالیا به انستیتو تکنولوژی ترنی (در اومبریا) نقل مکان کرد، بعد از چهار سال بودن در ترنی دوباره به جنوب نقل مکان کرد ولی این بار برای دانشجو شدن در پلی تکنیک تورین. بعد از سه سال درس خواندن در تورین در سال ۱۸۷۳ مقاله‌ای که باعث شهرت او شد به نام Intorno ai sistemi elastici را نوشت.
بعد از فارغ‌التحصیل شدن از پلی تکنیک تورین، کاستیلیانو به وسیلهٔ راه‌آهن شمالی ایتالیا استخدام شد و در آن‌جا مشغول به کار شد تا سرانجام در سن ۳۶ سالگی درگذشت.

## قضیه کاستیلیانو
کاستیلیانو در سال ۱۸۷۶ با انتشار مقاله‌ای روشی کلی برای تعیین تغییرات شکل سازه‌های خطی ارائه نمود. این روش را می‌توان به صورت زیر بیان داشت:
به زبان فارسی:

مشتق (جزیی اول) انرژی تغییر شکل (کرنشی) کل یک سازه (الاستیک - کشسان خطی) نسبت به یکی از نیروهای اعمالی بر روی آن سازه؛ برابر است با جابجایی نقطه اعمال نیرو، در راستای اعمال نیرو در همان سازه.

## قضیه کار کمینه (قضیه دوم کاستیلیانو)
قضیه دوم کاستیلیانو که عموماً با نام روش کار کمینه شناخته می‌شود در طول سالیان گذشته نقش مهمی در پیشرفت روش‌های تحلیل سازه داشته و امروزه نیز غالباً مورد استفاده قرار می‌گیرد. این روش ارتباط نزدیکی با روش تغییر شکل‌های سازگار داشته و در تحلیل سازه‌های نامعین، خصوصاً خرپا و سازه‌های مرکب مورد استفاده قرار می‌گیرد. هر چند این روش برای تیر و قاب هم قابل استفاده‌است، لیکن امروزه برای این نوع سازه‌ها بیشتر از روش پخش لنگر استفاده می‌شود. از اشکالات روش کار کمینه این است که به صورت معمولی برای محاسبه نیروهای حاصل از تغییر شکل‌های ناشی از تغییر درجه حرارت، نشست تکیه گاه‌ها و خطاهای ساخت غیرقابل استفاده می‌باشد. قضیه کار کمینه به صورت زیر قابل بیان است:
به زبان فارسی:
تحت اثر مجموعه‌ای از بارهای خارجی، کار داخلی انجام شده توسط هر عضو یا قسمتی از سازه نامعین دارای کمترین مقدار لازم جهت حفظ تعادل بارهای خارجی است.

## کاستیلیانو یا کاستیگلیانو
در زبان ایتالیایی حرف g اگر همراه n بیاید (gn) صدای نی می‌دهد واگر همراه li بیاید (gli) صدای لی می‌دهد پس در زبان ایتالیایی کاستیلیانو تلفظ می‌شود و نه کاستیگلیانو.